# De Gulden Passer

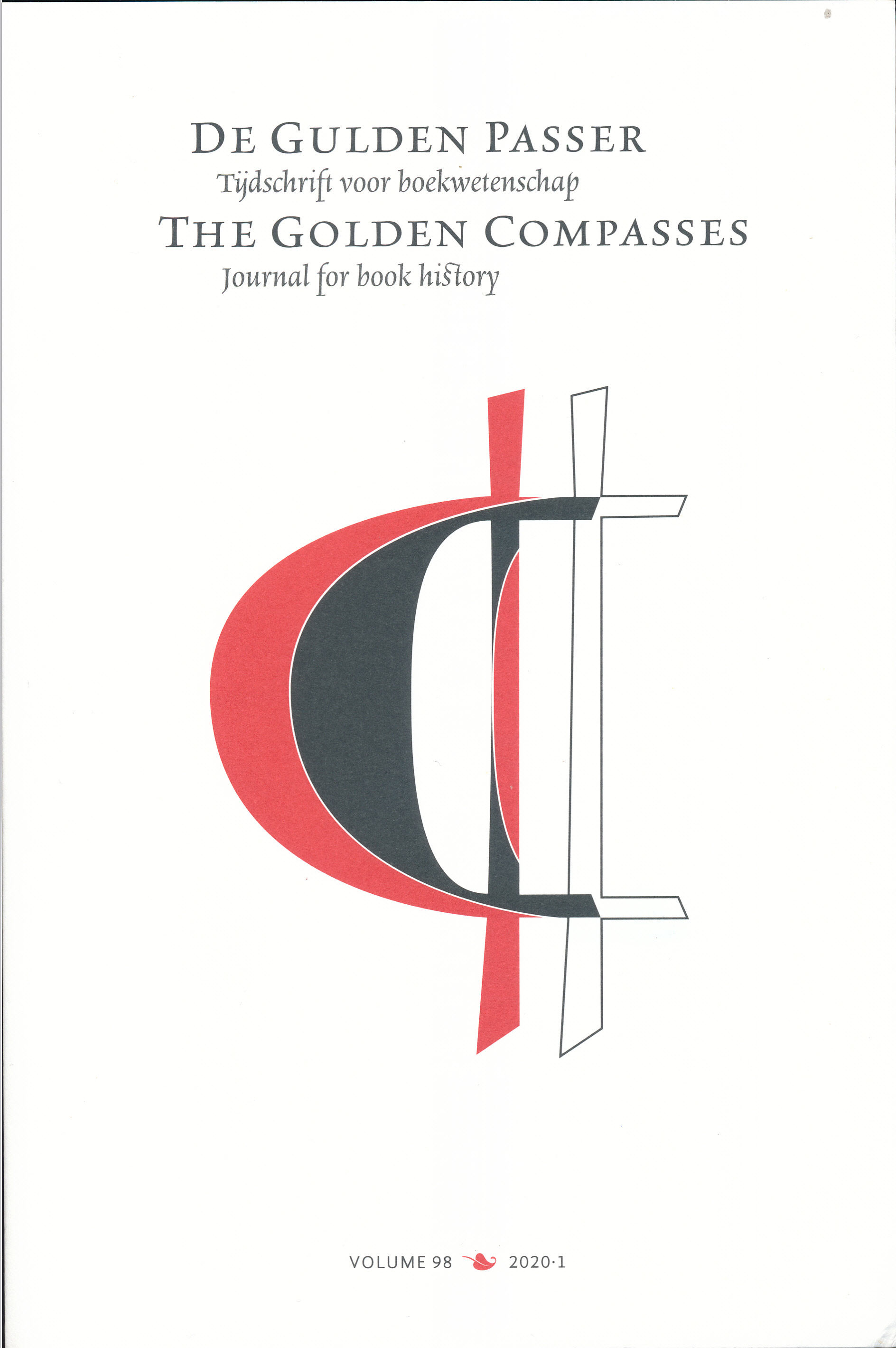
De Gulden Passer, 2020-1

De Gulden Passer is een tijdschrift voor boekwetenschap. Het is een uitgave van de Vereniging van Antwerpse Bibliofielen, die al sinds 1877 bestaat.  Vanaf 1878 gaf de Vereniging het tijdschrift  Bulletijn uit. Die uitgave werd in 1883 gestaakt. De Gulden Passer verschijnt sinds 1923.
De naam van het tijdschrift is ontleend aan de gelijknamige drukkerij van Christoffel Plantijn. Die naam, De Gulden Passer, gaf Plantijn in 1576 aan zijn aan de Vrijdagmarkt gevestigd bedrijf. Sinds 1877 is daar het Museum Plantin-Moretus gevestigd. 
Het tijdschrift richtte zich in de beginperiode vooral op de Antwerpse boekgeschiedenis met artikelen over Antwerpse drukkers, uitgevers, boekbinders, etc. alsmede andere personen uit die stad tot eind achttiende eeuw. Het bood daarnaast informatie over zaken als veilingen en catalogi.  
De Gulden Passer is uitgegroeid tot een internationaal gereputeerd tijdschrift voor boekwetenschap dat tweemaal per jaar verschijnt, eind juni en eind december. Alle aspecten die verband houden met de productie, distributie en consumptie van het boek en ander drukwerk, oud en nieuw, komen erin aan bod. Vroeger richtte het tijdschrift zich vooral op de Nederlanden, maar de jongste jaren biedt het ook ruimte aan ander vernieuwend boekwetenschappelijk onderzoek. Als uitgave van de vzw Vereniging van Antwerpse Bibliofielen krijgt het verzamelen van boeken, efemeer drukwerk en gerelateerde objecten bijzondere aandacht. 
Elk nummer bevat een aantal wetenschappelijke artikelen die steeds aan dubbel blind peer review worden onderworpen. Daarnaast biedt het tijdschrift plaats aan rubrieken zoals Bibliografische Notities, Bijdragen, Aanwinsten uit Vlaamse Erfgoedbibliotheken, Boekbesprekingen en Signalementen. Ook voor deze rubrieken kan de redactie een beroep doen op externe experts. Voor alle teksten geldt dat de redactie steeds in volle onafhankelijkheid oordeelt over de publicatie ervan.
De Gulden Passer accepteert teksten in het Nederlands, het Engels, het Frans en het Duits. Om de toegankelijkheid van alle teksten te garanderen, worden bij artikelen en langere bijdragen samenvattingen in verschillende talen opgenomen. 